# Palais Nicola Grimaldi
Le palais Nicola Grimaldi est un édifice historique italien, situé Vico San Luca, dans le centre historique de Gênes. Il s'agit d'un des palais des Rolli qui étaient destinés, à l'époque de la république de Gênes, à accueillir des invités de haut rang lors de visites d'État au nom du gouvernement génois.

## Histoire et description
Il a été construit sur ordre de Rabella Grimaldi en 1320, et reconstruit par lui-même en 1332.
Le palais fut inclus dans le quatrième rollo (1614) lorsqu'il appartenait à Nicola Grimaldi. Dans le salon se trouvait une fresque avec Gregorio Grimaldi présentant le butin des Vénus vaincues à Philippe d'Espagne (attribuée à Lazzaro Tavarone), mais aujourd'hui on ne connaît qu'un panneau avec Olindo et Sofronia, dans un salon à l'entresol.
Vers la fin du XVIIIe siècle, il subit des modifications dans sa distribution interne, après la fermeture de la ruelle adjacente. De la structure d'origine, le palais conserve les murs de soutènement de la terrasse et des parties du portique où se trouvait la Loggia, lieu de réunion des gouverneurs de l'albergo de Spinola di San Luca.